# Prígorodni (Uliànovsk)
|  | Per a altres significats, vegeu «Prígorodni». |

Prígorodni (en rus: Пригородный) és un poble (un possiólok) de l'óblast d'Uliànovsk, a Rússia, que en el cens del 2010 tenia 2.530 habitants. Pertany al districte d'Uliànovsk.